# Broussy-le-Grand
Broussy-le-Grand és un municipi francès, situat al departament del Marne i a la regió del Gran Est. L'any 2007 tenia 295 habitants.

## Demografia

### Població
El 2007 la població de fet de Broussy-le-Grand era de 295 persones. Hi havia 122 famílies, de les quals 32 eren unipersonals (12 homes vivint sols i 20 dones vivint soles), 35 parelles sense fills, 47 parelles amb fills i 8 famílies monoparentals amb fills.
La població ha evolucionat segons el següent gràfic:
Habitants censats

### Habitatges
El 2007 hi havia 151 habitatges, 120 eren l'habitatge principal de la família, 11 eren segones residències i 20 estaven desocupats. 149 eren cases i 2 eren apartaments. Dels 120 habitatges principals, 83 estaven ocupats pels seus propietaris, 31 estaven llogats i ocupats pels llogaters i 6 estaven cedits a títol gratuït; 1 tenia dues cambres, 7 en tenien tres, 30 en tenien quatre i 82 en tenien cinc o més. 95 habitatges disposaven pel capbaix d'una plaça de pàrquing. A 55 habitatges hi havia un automòbil i a 58 n'hi havia dos o més.

### Piràmide de població
La piràmide de població per edats i sexe el 2009 era:
| Homes | Edats   | Dones |
| ----- | ------- | ----- |
| 0     | 95 o +  | 0     |
| 0     | 90 a 94 | 4     |
| 4     | 85 a 89 | 0     |
| 0     | 80 a 84 | 4     |
| 12    | 75 a 79 | 12    |
| 4     | 70 a 74 | 4     |
| 0     | 65 a 69 | 4     |
| 4     | 60 a 64 | 0     |
| 4     | 55 a 59 | 8     |
| 4     | 50 a 54 | 8     |
| 16    | 45 a 49 | 8     |
| 12    | 40 a 44 | 4     |
| 12    | 35 a 39 | 16    |
| 12    | 30 a 34 | 16    |
| 4     | 25 a 29 | 8     |
| 0     | 20 a 24 | 8     |
| 12    | 15 a 19 | 0     |
| 0     | 10 a 14 | 12    |
| 4     | 5 a 9   | 12    |
| 16    | 0 a 4   | 12    |

## Economia
El 2007 la població en edat de treballar era de 184 persones, 141 eren actives i 43 eren inactives. De les 141 persones actives 128 estaven ocupades (70 homes i 58 dones) i 13 estaven aturades (6 homes i 7 dones). De les 43 persones inactives 21 estaven jubilades, 12 estaven estudiant i 10 estaven classificades com a «altres inactius».

### Ingressos
El 2009 a Broussy-le-Grand hi havia 127 unitats fiscals que integraven 304,5 persones, la mediana anual d'ingressos fiscals per persona era de 18.649 €.

### Activitats econòmiques
Dels 11 establiments que hi havia el 2007, 1 era d'una empresa de fabricació de material elèctric, 2 d'empreses de construcció, 4 d'empreses de comerç i reparació d'automòbils, 1 d'una empresa de transport, 1 d'una empresa d'hostatgeria i restauració i 2 d'empreses de serveis.
Dels 4 establiments de servei als particulars que hi havia el 2009, 1 era un taller de reparació d'automòbils i de material agrícola, 1 paleta, 1 fusteria i 1 restaurant.
L'any 2000 a Broussy-le-Grand hi havia 29 explotacions agrícoles que ocupaven un total de 1.680 hectàrees.

## Equipaments sanitaris i escolars
El 2009 hi havia una escola elemental.

## Poblacions més properes
El següent diagrama mostra les poblacions més properes.